# Уеріїт
Уеріїт (уерріїт, верріїт) — мінерал, хлор-карбонат-сульфат свинцю та міді. Різновид каледоніту.
Названий за прізвищем американського мінералога Едгара Веррі (Е.Wherry), J.J.Fahey, E.B.Dagget, S.Gordon, 1950.

## Опис
Хімічна формула: Pb4Cu(CO3)(SO4)2(Cl, OH)2O.
Сингонія моноклінна. Призматичний вид. Масивний. Щільний, дрібнозернистий. Густина 6,45. Колір світло-зелений. Вторинний мінерал.

## Поширення
Знайдений в рудному районі Пінал, рудник Мамот, шт. Аризона, США разом з ледгілітом, паралауріонітом, хризоколою, церуситом.